# Abbeyfeale
Abbeyfeale (Mainistir na Féile en irlandais) est une ville du comté de Limerick en république d'Irlande.
La ville de Abbeyfeale comptait 2 206 habitants en 2022. 
Abbeyfeale est située sur une rive de la rivière Feale et dans les contreforts des montagnes de Mullaghareirk.

### Articles liés
- Abbaye d'Abbeyfeale
- Liste des villes de la république d'Irlande